# Timo Rost
Timo Rost (* 29. August 1978 in Lauf an der Pegnitz) ist ein ehemaliger deutscher Fußballspieler und jetziger -trainer.

## Karriere als Spieler
Timo Rost lernte das Fußballspielen beim SC Happurg und beim 1. FC Amberg. 1992 wechselte er in den Jugendbereich des 1. FC Nürnberg, wo er zum Juniorennationalspieler reifte. Mit der DFB-Auswahl wurde er 1994 Dritter bei der U-16-Fußball Europameisterschaft und nahm 1995 an der U-17-WM teil. Er war Kapitän der U-15-, U-16- und U-17-Nationalmannschaft. Bereits mit 18 Jahren spielte Rost in der ersten Mannschaft des Clubs, die 1996/97 Meister der Fußball-Regionalliga Süd wurde. Am 14. Dezember 1997 feierte er sein Profidebüt für die Franken. In der Zweitligapartie gegen Energie Cottbus wurde der damals 19-Jährige in der 86. Minute eingewechselt. Insgesamt spielte er in dieser Saison neunmal für den Club, wobei er dreimal von Beginn an auflief und mit Nürnberg in die Fußball-Bundesliga aufstieg. 1998 folgte ein Wechsel zum VfB Stuttgart. Er absolvierte 16 Erstligaspiele sowie ein UEFA-Cup-Spiel für die Schwaben und erzielte dabei ein Tor.
Von 2000 bis 2001 sammelte er Auslandserfahrung beim österreichischen Erstligaclub FK Austria Wien. Zu Beginn der Rückrunde 2001/02 wechselte der 1,81 m große Mittelfeldspieler zurück in die deutsche Bundesliga, diesmal zu Energie Cottbus. In anderthalb Erstligasaisons spielte er 33-mal für die Lausitzer, erzielte zwei Tore und stieg mit ihnen am Saisonende 2002/03 in die Zweite Bundesliga ab. In den Folgejahren absolvierte er insgesamt 86 von 102 möglichen Zweitliga-Partien, erzielte fünf Tore und feierte mit den Lausitzern 2006 den Aufstieg in die Bundesliga, er zählte dabei zu den Leistungsträgern der Mannschaft. In der Saison 2006/07 absolvierte er 31 von 34 möglichen Erstliga-Partien und erzielte dabei ein Tor. In der laufenden Saison wurde er von Trainer Petrik Sander zum Kapitän der Mannschaft ernannt. Auch unter Bojan Prašnikar war Timo Rost Kapitän und absoluter Leistungsträger. 2009 stieg er mit Cottbus ab. Am 9. Dezember 2009 einigten sich der 31-Jährige und Energie Cottbus einvernehmlich auf eine vorzeitige Auflösung des im Sommer 2010 endenden Vertrages. Im Januar 2010 wechselte Rost zum Oberligisten RB Leipzig und erreichte mit dem Klub den Aufstieg in die Fußball-Regionalliga Nord. In der Saison 2010/11 verpasste er mit den Leipzigern als Tabellenvierter den angepeilten Durchmarsch in die 3. Fußball-Liga. Nachdem er diesen in der Saison 2011/12 erneut verpasst hatte, beendete er seine Karriere.

## Karriere als Trainer
Zur Saison 2013/14 übernahm Rost den FC Amberg, für dessen Vorgängerverein er bereits als Jugendlicher gespielt hatte, in der fünftklassigen Bayernliga Nord. Dem Verein blieb er zunächst auch als Spielertrainer erhalten. Im Februar 2014 erhielt er seine Trainer-A-Lizenz. In der Saison 2014/15 stieg er mit dem Verein als Vizemeister in die Regionalliga Bayern auf. Nach der Saison 2015/16, in der man wieder abstieg, verließ Rost den FC Amberg, um die Fußballlehrerlizenz zu erwerben. Die Ausbildung zum Fußballlehrer absolvierte er an der Hennes-Weisweiler-Akademie in Hennef und erhielt am 20. März 2017 die UEFA Pro Lizenz.
Am 23. Mai 2017 übernahm Rost in der Regionalliga Bayern die zweite Mannschaft der SpVgg Greuther Fürth, die sich zu diesem Zeitpunkt in der Abstiegsrelegation befand. Er schaffte mit ihnen den Klassenerhalt. In der Saison 2017/18 belegte er mit der Mannschaft den 13. Platz und verließ anschließend den Verein.
Am 4. September 2018 präsentierte die SpVgg Bayreuth Rost als neuen Trainer für deren Mannschaft in der Regionalliga Bayern. Er übernahm die Mannschaft am 9. Spieltag abgeschlagen auf dem letzten Tabellenplatz mit 4 Punkten und schaffte mit ihr den vorzeitigen Klassenerhalt. In der darauffolgenden Saison 2019–21 etablierte er die Mannschaft der SpVgg Bayreuth in der Spitzengruppe der Regionalliga Bayern, qualifizierte sie für die Aufstiegsplayoffs zur 3. Liga und gewann mit ihr den Ligapokal, der zur Teilnahme am DFB-Pokal berechtigte. In der Saison 2021/22 stieg er mit dem Verein als Meister der Regionalliga Bayern in die 3. Liga auf, gab aber zum Saisonende seinen Abschied aus Bayreuth bekannt.
Zur Saison 2022/23 übernahm Rost den Ligakonkurrenten FC Erzgebirge Aue, der zuvor aus der 2. Bundesliga abgestiegen war. Nach drei Unentschieden und sechs Niederlagen stand die Mannschaft nach dem 9. Spieltag auf dem letzten Platz. Dies führte im September 2022 zum Rücktritt des Präsidenten Helge Leonhardt und zur Trennung von Rost.
Nach seiner letzten Trainerstation wurde Rost Mitgründer eines Unternehmens, das einen Energy-Drink vertreibt.

## Erfolge

### Als Spieler
- Aufstieg in die Bundesliga: 1998 (1. FC Nürnberg), 2006 (Energie Cottbus)
- Meister der Regionalliga Süd und Aufstieg in die 2. Bundesliga: 1997 (1. FC Nürnberg)
- Meister der Oberliga Nordost und Aufstieg in die Regionalliga Nord: 2010 (RB Leipzig)

### Als Trainer
- Meister der Regionalliga Bayern und Aufstieg in die 3. Liga: 2022 (SpVgg Bayreuth)
- Bayerischer Ligapokal-Sieger: 2021 (SpVgg Bayreuth)
- Aufstieg in die Regionalliga Bayern: 2015 (FC Amberg)